# Héctor Torromé
Héctor Torromé (1861-16 de septiembre de 1920), a veces referido como Horatio Tertuliano Torromé, o H. Torromé, fue el segundo deportista argentino en participar en los Juegos Olímpicos, al hacerlo en Londres 1908, dieciséis años antes de que la Argentina organizara una delegación deportiva para concurrir oficialmente a los mismos, y el primero en participar en las pruebas de los Juegos Olímpicos de invierno. Su especialidad era el patinaje artístico sobre hielo.

## Biografía
Torromé era un importador de té que residía en Inglaterra y que en 1907 había salido subcampeón en singles del primer campeonato británico de patinaje artístico. Por dicha razón clasificó para los Juegos Olímpicos de Londres, pero él solicitó representar a la Argentina, lo que le fue aceptado.

### Juegos Olímpicos de Londres 1908
En los Juegos Olímpicos de Londres 1908 compitió en la prueba individual de Patinaje artístico sobre hielo, evento olímpico que resultó el antecesor de los Juegos Olímpicos de invierno y salió séptimo con 1144,5 puntos. Los tres integrantes del podio fueron suecos y la medalla de oro correspondió a Ulrich Salchow, siete veces campeón mundial. En esa prueba Torromé superó a Nicolai Panin, considerado el mejor patinador de la historia de la escuela rusa.

## Palmarés
| Posición                                                                  | Club                  | País       | Año  |
| ------------------------------------------------------------------------- | --------------------- | ---------- | ---- |
| Subcampeón británico de patinaje artístico sobre hielo, prueba individual | Prince's Skating Club | Inglaterra | 1907 |
| 7.º lugar en los Juegos Olímpicos de Londres 1908                         | -                     | Argentina  | 1908 |